# Jadwiga Sztabińska
Jadwiga Sztabińska – coach kompetencji przywódczych (rulers coach) z certyfikatem CoachWise. Członkini ICF Polska. W przeszłości menedżerka i redaktorka – w latach 2011–2016 redaktor naczelna Dziennika Gazety Prawnej.
Jest absolwentką prawa na Wydziale Prawa i Administracji Uniwersytetu Warszawskiego. Posiada także dyplom MBA (Master of Business Administration) Wielkopolskej Szkoły Biznesy przy UNiwersytecie Ekonomicznym w Poznaniu i The Nottingham Trent University.
W latach 2000–2005 kierowała tygodnikiem Prawo Przedsiębiorcy oraz była zastępcą redaktora naczelnego Gazety Prawnej – wydawnictwami Infor PL. W latach 2007–2009 prowadziła własne wydawnictwo, następnie (w latach 2009–2011) pracowała dla dziennika Rzeczpospolita, zajmując się tematyką prawa pracy i ubezpieczeń społecznych. W październiku 2011 roku zastąpiła Tomasza Wróblewskiego na stanowisku redaktora naczelnego Dziennika Gazety Prawnej. Obowiązki naczelnej DGP pełniła do końca maja 2016 (kolejnym redaktorem naczelnym DGP został Krzysztof Jedlak).
W 2014 roku Naczelna Rada Adwokacka uhonorowała ją nagrodą „Złotej Wagi”, w 2015 roku została laureatką XXVI edycji Honorowych Medali Europejskich przyznawanych przez Business Centre Club.
Zasiadała w kapitule Nagrody Gospodarczej Prezydenta RP.